# Andrew Hay
Andrew Hay (* 25. Juni 1985) ist ein neuseeländischer Eishockeyspieler, der seit 2002 beim Botany Swarm spielt, für den er seit 2005 in der New Zealand Ice Hockey League antritt.

## Karriere
Andrew Hay begann seine Karriere beim South Auckland Swarm, mit dem er ab 2005 in der damals neugegründeten New Zealand Ice Hockey League spielte und dem Klub auch nach der Umbenennung in Botany Swarm 2007 treu blieb. Mit dem Swarm, dessen Mannschaftskapitän er seit 2007 ist, wurde er 2007, 2008, 2010 und 2011 neuseeländischer Eishockeymeister. Von 2021 bis 2023 spielte er zudem auch für den zweitklassigen Auckland Mako.

### International
Im Juniorenbereich spielte Hay für Neuseeland bei der U18-Weltmeisterschaft der Asien-Ozeanien-Division 2002 und der U18-Weltmeisterschaft der Division III 2003 sowie den U20-Weltmeisterschaften der Division III 2004 und 2005.
Mit der neuseeländischen Herren-Auswahl nahm Hay an den Weltmeisterschaften der Division II 2005, 2006, 2008, 2010, 2011, 2012, 2013, 2014, 2015, 2016, 2017, 2018 und 2019 teil. Bei den Weltmeisterschaften 2007, als er zum besten Verteidiger des Turniers gewählt wurde, und 2009 spielte er in der Division III, wobei jedoch jeweils der direkte Wiederaufstieg in die Division II gelang.

## Erfolge und Auszeichnungen
- 2002 Aufstieg in die Division III bei der U18-Weltmeisterschaft der Asien-Ozeanien-Division
- 2005 Aufstieg in die Division II bei der U20-Weltmeisterschaft der Division III
- 2007 Aufstieg in die Division II bei der Weltmeisterschaft der Division III
- 2007 Bester Verteidiger bei der Weltmeisterschaft der Division III
- 2007 Neuseeländischer Meister mit dem Botany Swarm
- 2008 Neuseeländischer Meister mit dem Botany Swarm
- 2009 Aufstieg in die Division II bei der Weltmeisterschaft der Division III
- 2010 Neuseeländischer Meister mit dem Botany Swarm
- 2011 Neuseeländischer Meister mit dem Botany Swarm

## NZIHL-Statistik
(Stand: Ende der Saison 2025)